# Politique au Nunavut
La politique au Nunavut repose sur un régime parlementaire basé sur le système de Westminster avec la particularité de fonctionner sans partis politiques mais dans le cadre d'un gouvernement de consensus.
Territoire au sein de la Confédération canadienne, le Nunavut exerce les compétences qui lui sont délégués par le Parlement du Canada.

## Création du territoire
Le Nunavut est issu de la partition négociée entre l'Inuit Tapiriit Kanatami et le gouvernement fédéral du Canada des Territoires du Nord-Ouest afin de créer un territoire autonome pour les Inuits.
En 1982, par un plébiscite, les électeurs des Territoires du Nord-Ouest acceptent la partition. Après négociation entre le gouvernement fédéral et les Inuits, un second référendum a lieu en 1992. La Loi sur le Nunavut est approuvée par le Parlement du Canada en 1993 et la création effective du territoire a lieu le 1er avril 1999.

## Compétences
À la différence d'une province, les compétences du territoire du Nunavut ne découle pas d'une souveraineté interne reconnue par la Constitution du Canada mais d'une délégation de pouvoirs accordées par le Parlement du Canada.
Toutefois, la Loi sur le Nunavut accorde au territoire la plupart des compétences exercées par une province, notamment : le droit civil, l'éducation, les services sociaux et de santé, les prisons, les municipalités, la création et la perception d'impôts directs, l'agriculture ainsi que l'inuktitut. Le territoire n'est cependant pas compétent en matière de ressources naturelles et de transports et, comme dans les autres territoires, la quasi-totalité des terres appartiennent au gouvernement fédéral. L'article 23 de la Loi sur le Nunavut prévoit explicitement que le territoire ne peut pas recevoir plus de compétences que celles accordées aux provinces par la Constitution.
De plus, la majeure partie des ressources du gouvernement du territoire provient directement de financements fédéraux.

## Institutions

### Commissaire
À la tête du territoire se trouve un commissaire nommé par le gouverneur-général du Canada sur recommandation du gouvernement. Son rôle est similaire à celui du lieutenant-gouverneur d'une province : il nomme les membres du conseil exécutif, sanctionne les lois et peut dissoudre l'Assemblée législative.
Toutefois, à la différence d'un lieutenant-gouverneur, il ne représente pas la reine mais le gouvernement fédéral. La Loi sur le Nunavut prévoit que le commissaire exerce ses fonctions conformément aux instructions du gouverneur général et du ministre des Affaires autochtones et du Nord.

### Gouvernement de consensus

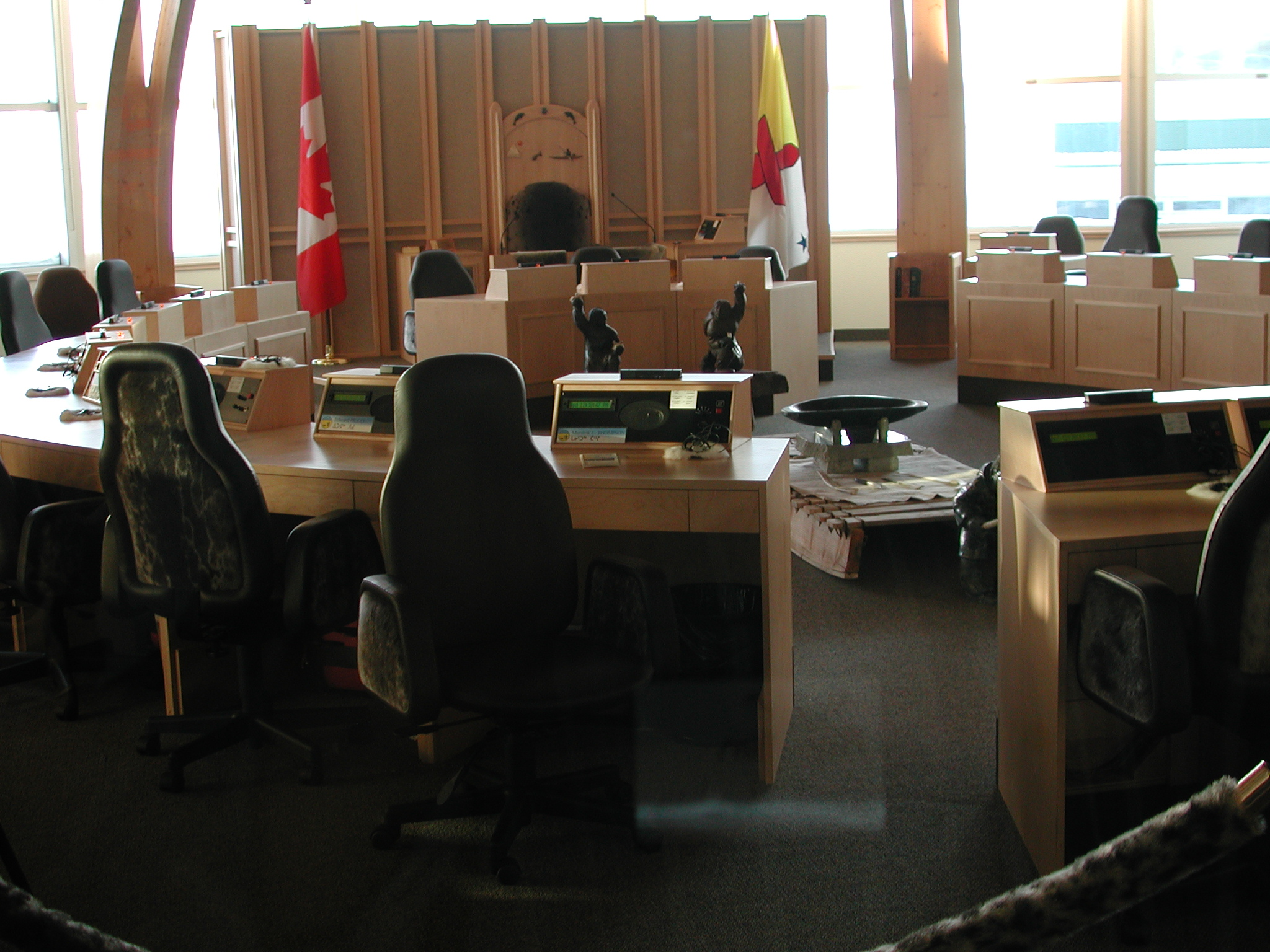
La chambre des débats de l'Assemblée législative : les députés siègent en cercle.

Le Nunavut fonctionne selon le principe du gouvernement de consensus qui se rapproche du processus traditionnel de prise de décision des Inuits : il n'y a pas de partis politiques et l'ensemble 22 membres de l'Assemblée législative sont élus en tant qu'indépendants dans leurs circonscriptions respectives.
Après chaque élection générale, les députés se réunissent en un « Forum du leadership » et élisent parmi eux le président de l'Assemblée législative, le Premier ministre et les ministres lors d'un vote au bulletin secret. Le Premier ministre et les ministres sont ensuite formellement nommés à leurs postes par le commissaire. Les portefeuilles ministériels sont attribués aux ministres par le Premier ministre mais un vote de l'Assemblée législative est nécessaire pour démettre un ministre de ses fonctions.
Le consensus ne signifie pas que les décisions sont prises à l'unanimité et des votes ont lieu au sein de l'Assemblée législative. Il n'y a toutefois pas de caucus partisan ni d'opposition officielle : il est habituellement attendu des ministres qu'ils votent en bloc, mais les autres députés votent selon leur libre choix. Les réunions de caucus réunissent l'ensemble des députés à huis clos et permettent de dégager des compromis avant les votes.

### Élections
Les élections générales ont lieu tous les cinq ans, à moins que l'Assemblée soit dissoute plus tôt par le commissaire. Comme il n'existe pas de partis politiques, tous les candidats se présentent en tant qu'indépendants.
Les députés sont élus au suffrage universel direct selon le scrutin uninominal à un tour, chacune des 22 circonscriptions élisant un député. En cas d'égalité entre deux candidats, une élection partielle est organisée.